# Persecution Mania
Persecution Mania er det andet album af den tyske thrash metal-gruppe Sodom udgivet i 1987 gennem SPV/Steamhammer.

## Indspilning
I 1987 indkvarterede gruppen sig i MusicLab studio i Berlin sammen med den erfarne producer Harris Johns for at indspille deres næste album. I modsætningen til de mere ustrukturerede omstændigheder under tidligere indspilninger arbejde bandet nu med en professionel producer, hvorfor kompositionen blev mere præcis og struktureret. Musikindholdet bar præg af langt mere aggressive riffs og veltilrettelagte guitarpassager indspillet af deres ny-rekrutteret guitarist Frank "Blackfire". Med ønske fra Tom Angelripper spillede Harris Johns den tyske nationalmelodi som guitarsolo i slutningen af nummeret "Bobenhagel". Albummet blev udgivet både i LP og CD-format. Til den europæiske udgivelse af CD-udgaven blev der inkluderet forbedret genindspilninger af sangene "Outbreak Of Evil" fra In the Sign of Evil EP'en samt "Sodomy & Lust", "The Conqueror" og "My Atonement" fra Expurse of Sodomy EP'en.

## Musikalske stil
Sammenlignet med debutalbummet havde bandet på Persecution Mania forladt deres musikalske black metal elementer og overgået til thrash metal. Ligeledes ændrede tekstindholdet sig fra okkulte temaer til virkelighedsnære emner såsom krig.

## Sporliste
Alt musik er skrevet af Chris Witchhunter, Frank Blackfire og Tom Angelripper medmindre andet står skrevet.
| Nr.           | Titel                         | Længde |
| ------------- | ----------------------------- | ------ |
| 1.            | "Nuclear Winter"              | 5:26   |
| 2.            | "Electrocution"               | 3:26   |
| 3.            | "Iron Fist" (Motörhead cover) | 2:45   |
| 4.            | "Persecution Mania"           | 3:40   |
| 5.            | "Enchanted Land"              | 4:01   |
| 6.            | "Procession to Golgatha"      | 2:01   |
| 7.            | "Christ Passion"              | 6:13   |
| 8.            | "Conjuration"                 | 3:44   |
| 9.            | "Bombenhagel"                 | 5:11   |
| Total længde: | Total længde:                 | 34:39  |

| 10. | "Outbreak of Evil" | 3:32 |
| 11. | "Sodomy & Lust"    | 5:14 |
| 12. | "The Conqueror"    | 3:29 |
| 13. | "My Atonement"     | 6:05 |

## Fodnoter
1. ↑  Ronald Matthes (19. september 2005). Sodom: Lords of Depravity: Part I (Dokumentar) (tysk). Steamhammer. Hentet 15. november 2024.
2. 1 2  "Sodom's Never-Ending Assault Continues With "Bombenhagel": An Interview with Tom Angelripper". www.invisibleoranges.com. Invisible Oranges. 20. august 2021. Hentet 8. november 2024.
3. ↑  https://www.discogs.com/release/2656064-Sodom-Persecution-Mania
4. ↑  Ricardo, Campos (2024). "Sodom Interview". www.voicesfromthedarkside.de. Voices from the Dark Side. Hentet 8. november 2024.
5. ↑  "Interview: Sodom". www.invisibleoranges.com. Invisible Oranges. 12. maj 2011. Hentet 7. november 2024.